# Slatina (Horní Vltavice)
Slatina je zaniklá vesnice, část obce Horní Vltavice v okrese Prachatice v Jihočeském kraji. Nachází se asi 5,5 kilometru západně od Horní Vltavice, nad levým břehem řeky Teplé Vltavy. Prochází zde silnice II/167. Slatina leží v katastrálním území Slatina u Horní Vltavice o rozloze 2,12 km².

## Historie
První písemná zmínka o vesnici pochází z roku 1790.

## Obyvatelstvo
| Rok            | 1869 | 1880 | 1890 | 1900 | 1910 | 1921 | 1930 | 1950 | 1961 | 1970 | 1980 | 1991 | 2001 | 2011 | 2021 |
| -------------- | ---- | ---- | ---- | ---- | ---- | ---- | ---- | ---- | ---- | ---- | ---- | ---- | ---- | ---- | ---- |
| Počet obyvatel | 132  | 110  | 93   | 89   | 78   | 76   | 88   | 2    | 0    | 0    | 0    | 0    | 0    | 0    | 0    |
| Počet domů     | 14   | 14   | 15   | 15   | 15   | 15   | 16   | 15   | 0    | 0    | 0    | 0    | 0    | 0    | 0    |

## Obecní správa
Při sčítání lidu v letech 1850–1879 Slatina byla osadou obce Vltavice v okrese Prachatice. V letech 1880–1960 byla osadou obce Horní Vltavice, se kterým patřila nejprve do okresu Prachatice, ale v roce 1950 v okrese Vimperk. V následujícím období byla osada úředně zrušena a jako část obce Horní Vltavice byla obnovena 15. února 2000 v okrese Prachatice.